# Google Nexus
O Nexus é uma linha de smartphones que rodam o sistema operacional Android lançados em 2010, a Google foi responsável pelo desenho, desenvolvimento, publicidade e suporte, mas a fabricação é feita por alguma empresa OEM. A linha de produtos consiste em smartphones, tablets, set-top boxes.
Os dispositivos vendidos sobre a linha Nexus não contém modificações do sistema operacional Android, sendo comumente chamados de dispositivos "Android puro", apesar de ser comuns serem vendidos aparelhos com bloqueio do cartão SIM das operadoras, os dispositivos Nexus costumam ser os primeiros a receberem as novas versões do Android.

## Dispositivos

### Smartphones

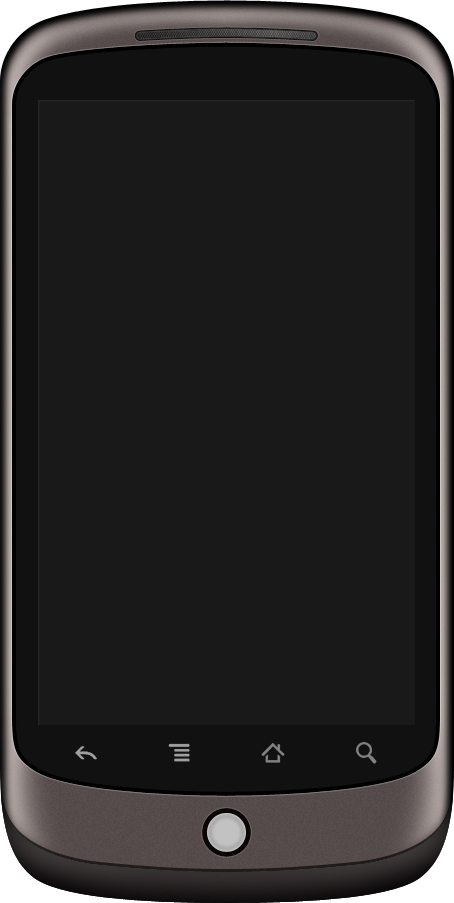
Nexus One, lançado em 2010.

- Nexus One - Fabricado pela HTC e lançado em janeiro de 2010 com a versão 2.1 do Android sendo atualizado até a versão 2.3, continha uma tela de 3,7 polgadas e GPU Adreno 200.
- Nexus S - Fabricado pela Samsung e lançado em dezembro de 2010 com a versão 2.3 do Android sendo atualizado até a versão 4.1, continha uma tela de 4 polegadas.[3]
- Galaxy Nexus - Fabricado pela Samsung e lançado em novembro de 2011 com a versão 4.0 do Android, sendo atualizado até a versão 4.3, foi o último a ter bateria removível, também continha uma tela de 4 polegadas como o anterior, no Brasil, devido a questões de direitos autorais, ganhou o nome de Galaxy X.
- Nexus 4 - Fabricado pela LG e lançado em novembro de 2012 com a versão 4.2 do Android sendo atualizado até a versão 5.1,[4] foi o primeiro dispositivo com recarga sem fio, tinha tela de 4,7 polegadas.
- Nexus 5 - Fabricado pela LG e lançado em 31 de outubro de 2013 por US$349 na Google Play, foi o primeiro dispositivo a vir com a versão 4.4 do Android, contém tela de 5,0 polegadas. Recebeu update até a versão 6.0.2 do Android.
- Nexus 6 - Fabricado pela Motorola e lançado em 15 de outubro de 2014, com a versão 5.0 do Android, contém tela de 5,96 polegadas.
- Nexus 5X - Fabricado pela LG, desenvolvido em conjunto com o 6P, lançado em 29 de setembro de 2015[5], contém tela de 5,2 polegadas.
- Nexus 6P - Fabricado pela Huawei, desenvolvido em conjunto com o 5X, também lançado em 29 de setembro de 2015[6], contém tela de 5,7 polegadas.

### Tablets
- Nexus 7 (1.ª geração) - Fabricado pela Asus, lançado em 13 de julho de 2012 com a versão 4.3 do Android.
- Nexus 7 (2.ª geração) - Fabricado pela Asus, lançado em 26 de julho de 2013 com a versão 4.3 do Android.
- Nexus 10 - Fabricado pela Samsung, lançado em outubro de 2012.
- Nexus 9 - Fabricado pela HTC, lançado em 15 de outubro de 2014.

### Set-top boxes
- Nexus Q - Fabricado pela própria Google e lançado em 27 de junho de 2012 com a versão 4.0 do Android.
- Nexus Player - Fabricado pela Asus e lançado em 3 de novembro de 2014 com a versão 6.0 do Android.